# Irena Vrančić
Irena Vrančić (ur. 21 marca 1990 w Banja Luce) – bośniacka koszykarka grająca na pozycjach rozgrywającej lub rzucającej, reprezentantka kraju, obecnie zawodniczka KK Banovici.
28 sierpnia 2018 została zawodniczką Pszczółki Polski-Cukier AZS-UMCS Lublin. W maju 2019 opuściła klub. 5 września dołączyła do bośniackiego KK Banovici.

## Osiągnięcia
Stan na 2 października 2019, na podstawie, o ile nie zaznaczono inaczej.
Drużynowe
- Mistrzyni Bośni i Hercegowiny (2009, 2010, 2013)
- Wicemistrzyni Bośni i Hercegowiny (2007, 2008)
- Zdobywczyni Pucharu Bośni i Hercegowiny (2008, 2013)

Indywidualne
(* – nagrody przyznane przez portal eurobasket.com)
- Najlepsza zawodniczka występująca na pozycji obronnej ligi bośniackiej (2013)*
- Zaliczona do*:
  - I składu ligi bośniackiej (2013)
  - składu honorable mention ligi czeskiej (2015)
- Liderka Ligi Adriatyckiej w asystach (2013)

Reprezentacja
- Wicemistrzyni Europy U–16 dywizji B (2004)
- Uczestniczka:
  - kwalifikacji do Eurobasketu (2009, 2017)
  - mistrzostw Europy U–18 dywizji B (2007, 2008)